# The Early Beatles
The Early Beatles är en amerikansk LP-album med The Beatles på etiketten Capitol släppt den 22 mars 1965. Albumet innehåller 11 av de 14 låtar som fanns med på gruppens första LP i Europa - Please Please Me, som gavs ut den 22 mars 1963.
The Beatles spelade in sina skivor på skivbolaget Parlophone, som ingick i EMI-koncernen. Etiketten Parlophone fanns dock inte i USA utan där distribuerades Beatles skivor i stället av EMI-bolaget Capitol. Men innan gruppen blivit tillräckligt känd vägrade Capitol ge ut deras skivor. Gruppens producent George Martin skrev därför kontrakt med andra, mindre kända skivbolag. Ett sådant - Vee-Jay Records gav ut en amerikansk motsvarighet till Please Please Me-LP:n kallad Introducing... The Beatles. Sedan Capitol slutligen accepterat Beatles och efter en del rättstvister med Veejay Records gav Capitol ut LP:n The Early Beatles - på dagen två år efter att det europeiska albumet släppts.

## Låtlista
Låtarna skrivna av Lennon/McCartney, där inget annat namn anges

### Sida 1
1. Love Me Do
2. Twist and Shout (Phil Medley/Bert Russell)
3. Anna (Go to Him) (Arthur Alexander)
4. Chains (Gerry Goffin/Carole King)
5. Boys (Luther Dixon/Wes Farrell)
6. Ask Me Why

### Sida 2
1. Please Please Me
2. P.S. I Love You
3. Baby It's You (Burt Bacharach/Mack David/Luther Dixon)
4. A Taste of Honey (Ric Marlow/Bobby Scott)
5. Do You Want to Know a Secret